# Stanisław Tymiński
Stanisław Tymiński, zwyczajowo Stan Tyminski (ur. 27 stycznia 1948 w Pruszkowie) – polski biznesmen prowadzący interesy w USA, Kanadzie i Ameryce Południowej, zajmujący się branżą elektroniczną, komputerową i telewizyjną, kandydat w polskich wyborach prezydenckich w 1990 i 2005, założyciel Partii X.

## Życiorys

### Rodzina
Jego ojciec Jan Tymiński, pochodzący ze wsi Tymianki-Pachoły położonej w obecnym województwie mazowieckim, był radiomechanikiem, a w czasie okupacji spędził prawie cztery lata w niemieckich obozach koncentracyjnych w Auschwitz-Birkenau i Groß-Rosen. Matka była gospodynią wiejską. Para pobrała się w 1948 we Wrocławiu, po czym zamieszkała w Komorowie pod Warszawą, a w 1954 się rozwiodła.

### Wczesne lata
Wychował się w Komorowie. Należał do harcerstwa, brał udział w zajęciach krótkofalarskich w Pałacu Kultury i Nauki w Warszawie. Z wykształcenia jest technikiem elektronikiem. Ukończył Technikum Elektroniczno-Mechaniczne im. Marcina Kasprzaka w Warszawie przy dawnych Zakładach Radiowych im. M. Kasprzaka. Później rozpoczął pracę w Zakładach Wytwórczych Elektronowych Przyrządów Pomiarowych „ELPO” w Warszawie. W 1968 został przyjęty na studia wieczorowe na Politechnice Warszawskiej na Wydziale Elektronicznym.
W 1969 wyemigrował do Szwecji, w której przez krótki czas pracował w szklarni, gdzie poznał swoją przyszłą pierwszą żonę, Pulmu. W tym samym roku po tym, jak stracił pracę, ze Szwecji wyemigrował do Kanady, gdzie w 1975 założył firmę komputerową Transduction, którą posiada do tej pory (2020). 
W 1981 odbył pierwszą podróż do Peru, której pierwotnym celem było odwiedzenie sponsorowanego przez siebie domu dziecka w Chimbote. Wyruszył dalej samolotem do Amazonii, gdzie za pośrednictwem pracownika wydobycia ropy naftowej skontaktował się z miejscowym uzdrawiaczem dla wypróbowania substancji znanej jako ayahuasca. W 1983 założył spółkę z ograniczoną odpowiedzialnością Televisión Selva (TVS), która uruchomiła pierwszą telewizję kablową w Iquitos, stolicy peruwiańskiej Amazonii. Otworzył tam także restaurację La Maloca i szereg innych, krótkotrwałych przedsiębiorstw, w tym gospodarstwo rolne zaopatrujące restaurację, firmę produkującą łodzie, sieć radiotelefoniczną i dwa duże centra dystrybucji paliw naftowych. W listopadzie 1984 poślubił w Kanadzie Peruwiankę Myrnę Gracielę Pérez Velasco, wcześniej żonę innego miejscowego uzdrawiacza, co umożliwiło mu otrzymanie peruwiańskiego obywatelstwa. Jego działalność biznesowa związana z prowadzeniem telewizji kablowej stała się przedmiotem śledztwa powołanej w tym celu komisji Kongresu Republiki Peru.
W czerwcu 1994 założył pierwszy komercyjny BBS Maloka, w którym oprócz wielu innych usług po raz pierwszy udostępniono każdemu mieszkańcowi Polski dostęp do światowej sieci Internet.

### Działalność polityczna
W 1988 wstąpił do Libertariańskiej Partii Kanady (Libertarian Party of Canada), opowiadającej się za zdecydowanym obniżeniem podatków. W latach 1990–1991 był liderem tej partii.
Zgłosił swoją kandydaturę w wyborach prezydenckich w Polsce w 1990. Sfinansował cały koszt własnej kampanii, której oficjalny budżet wyniósł 3,3 mld zł. Wymagane podpisy zebrał za pośrednictwem warszawskiej agencji reklamowej Golik i Dąbrowski. Mimo spodziewanej porażki, po intensywnej kampanii, podczas której przedstawiał się jako jedyny „człowiek spoza układu” i alternatywa dla pozostałych, a także zdecydowanie kontestował dokonywane reformy gospodarcze, uzyskał w pierwszej turze 3 797 605 głosów (23,1%), wyprzedzając m.in. Tadeusza Mazowieckiego i Włodzimierza Cimoszewicza i wchodząc do drugiej tury przeciwko Lechowi Wałęsie. Zdobył 31,2% głosów wśród wyborców w przedziale wiekowym 18–25 lat, wśród byłych członków Polskiej Zjednoczonej Partii Robotniczej cieszył się poparciem wyższym niż Włodzimierz Cimoszewicz, a jego elektorat był antyklerykalny i skupiał się w małych lub średnich miejscowościach.
W trakcie kampanii wyborczej UOP i Krzysztof Kozłowski (ówczesny minister spraw wewnętrznych w rządzie Mazowieckiego) oskarżyli go o niewyjaśnione pobyty w Libii (wiązanej wówczas z terroryzmem) i w Kolumbii (gdzie silne były wpływy handlarzy narkotyków) – oskarżenia okazały się fałszywe. Tuż przed końcem kampanii wyborczej Telewizja Polska podała, że głodzi on swoje dzieci i stosuje przemoc wobec żony Gracieli – po wyborach telewizja przegrała prawomocnie proces o pomówienie. „Gazeta Wyborcza” opublikowała opinię psychologa Andrzeja Samsona, że Stanisław Tymiński jest chory psychicznie.
Stanisław Tymiński posługiwał się „czarną teczką”, w której ponoć miał, według swoich oświadczeń, kompromitujące Lecha Wałęsę dokumenty, które jednak nie zostały ujawnione. Uważa się, że za jego sprawą pojawiło się w polityce polskiej określenie „teczka” jako zbiór domniemanych kompromitujących materiałów. W toku kampanii posługiwał się ogólnikowymi, naiwnymi i wewnętrznie sprzecznymi deklaracjami (m.in. z jednej strony zapewniał o swoim głębokim katolicyzmie, odbył wizytę na Jasnej Górze i odniósł do siebie apel Episkopatu Polski o poparcie kandydata utrwalającego wartości chrześcijańskie, a z drugiej wyraził sprzeciw wobec projektu penalizacji aborcji). Przedstawiał się jako prześladowany przez „solidarnościową klikę” milioner-patriota, który „dla Ojczyzny ratowania wrócił się przez morze” z nigdy nieujawnionym planem gospodarczym, który miał gwarantować dobrobyt. Twierdził też, że Polska w okresie stanu wojennego była zagrożona od wewnątrz. W ocenie Johna Feffera, dyrektora amerykańskiego think tanku Institute for Policy Studies, kandydując jako milioner bez doświadczenia politycznego i szeroko wykorzystując teorie spiskowe, Tymiński był prekursorem sukcesów Silvia Berlusconiego, Jörga Haidera i Donalda Trumpa.
W drugiej turze, kiedy poparło go 3 683 098 głosujących (25,75%), przegrał z Lechem Wałęsą. Po porażce w wyborach założył w grudniu 1990 Partię X, która nie odegrała znaczącej roli w polskim życiu publicznym. Bezskutecznie usiłował zarejestrować swoją kandydaturę w wyborach prezydenckich w 1995. Nie udało mu się zebrać 100 tys. podpisów poparcia.
3 czerwca 2005 przyleciał do Polski i zapowiedział swój start w wyborach prezydenckich jako kandydat Ogólnopolskiej Koalicji Obywatelskiej. Jego komitet wyborczy został zarejestrowany 23 czerwca 2005. W wyborach uzyskał 23 545 głosów, tj. 0,16% i uplasował się na dziewiątym miejscu spośród dwunastu kandydatów.
1 września 2010 oświadczył, że wycofuje się z działalności politycznej. W wyborach prezydenckich w 2015 poparł Mariana Kowalskiego z Ruchu Narodowego.
Przystąpił do partii Związek Słowiański i w wyborach parlamentarnych w 2023 został jej kandydatem do Senatu w okręgu bytomsko-zabrzańskim. Zajął ostatnie, 3. miejsce, uzyskując 18 052 głosy (12,71%).

## Wyniki wyborcze
| Wybory | Komitet                                                                     | Komitet                                | Organ             | Okręg        | Wynik             |
| ------ | --------------------------------------------------------------------------- | -------------------------------------- | ----------------- | ------------ | ----------------- |
| 1990   |                                                                             | Ogólnopolski KW Stanisława Tymińskiego | Prezydent RP      | Prezydent RP | 3 797 605 (23,1%) |
| 1990   | 3 683 098 (25,75%)                                                          | Ogólnopolski KW Stanisława Tymińskiego | Prezydent RP      | Prezydent RP |                   |
| 2005   | KW Kandydata na Prezydenta Rzeczypospolitej Polskiej Stanisława Tymińskiego | 23 545 (0,16%)                         | Prezydent RP      | Prezydent RP |                   |
| 2023   |                                                                             | KW Związku Słowiańskiego               | Senat XI kadencji | nr 71        | 18 052 (12,71%)   |

## Poglądy
Jeden z rozdziałów swojej książki Święte psy poświęcił na wyłożenie tezy, że do zagwarantowania bezpieczeństwa i suwerenności Polsce potrzebny jest arsenał stu głowic jądrowych średniego zasięgu.

## Życie prywatne
Był trzykrotnie żonaty, jego pierwszą żoną była Finka Pulmu, drugą Peruwianka Myrna Graciela, trzecią Chinka Mulan. Ma czworo własnych dzieci: Henryka (z pierwszego małżeństwa), Alicję, Jerzego, Isis (z drugiego małżeństwa), wychowuje adoptowaną córkę Cindy, której matką jest jego trzecia żona.

## Publikacje
- Święte psy (1990)
- Przyczynek do wolności (2013)